# Lenzites vespacea
Lenzites vespacea är en svampart som först beskrevs av Christiaan Hendrik Persoon, och fick sitt nu gällande namn av Narcisse Theophile Patouillard 1900. Lenzites vespacea ingår i släktet Lenzites och familjen Polyporaceae.   Inga underarter finns listade i Catalogue of Life.